# Interfolio
El interfolio es un término usado en la encuadernación para designar aquellas hojas sueltas que, tras la encuadernación de un libro, había que intercalar entre los pliegos originales con una tira de goma arábica, debido a un olvido o error del encuadernador. El interfolio puede contener texto, imágenes, grabados, o ir en blanco a modo de cortesía.
- Datos: Q5918976